# Tetraponera arrogans
Tetraponera arrogans är en myrart som först beskrevs av Santschi 1911.  Tetraponera arrogans ingår i släktet Tetraponera och familjen myror. Inga underarter finns listade i Catalogue of Life.

## Bildgalleri

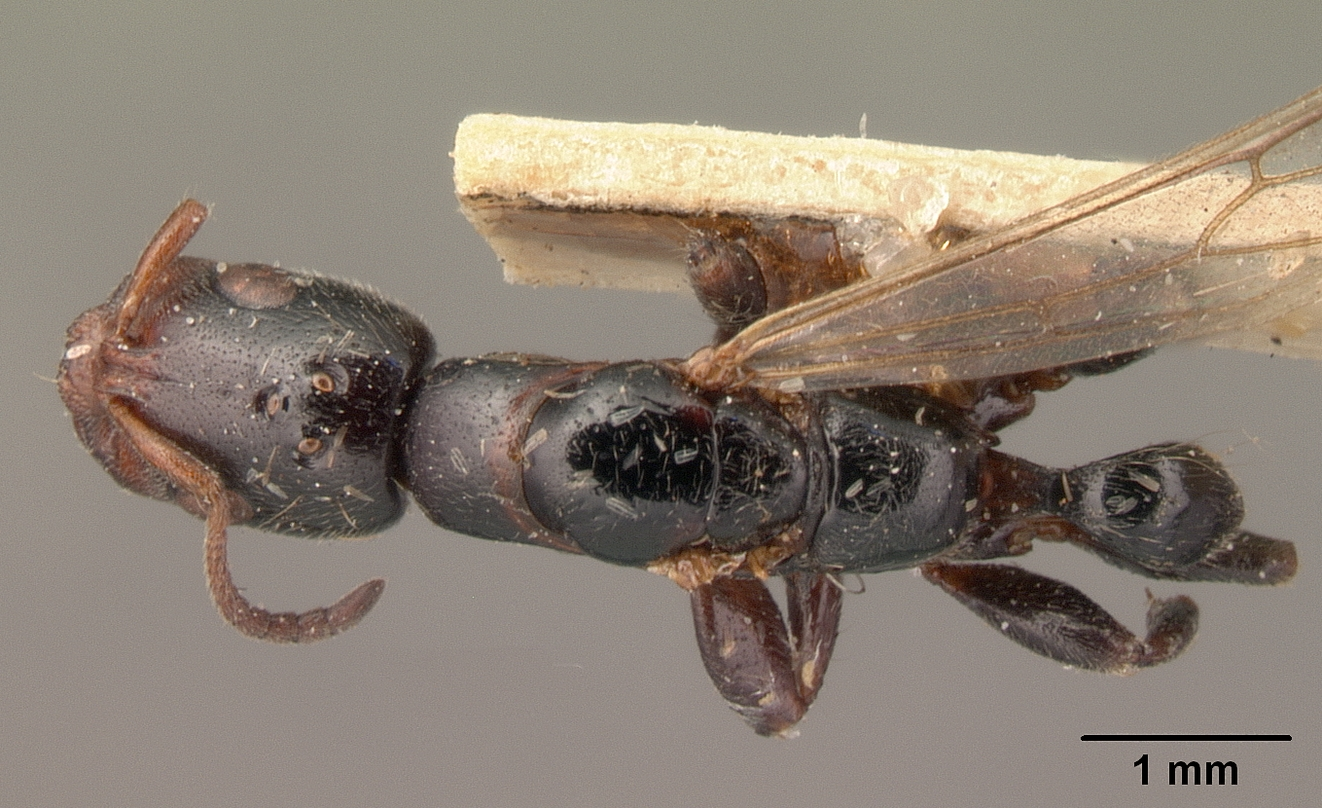
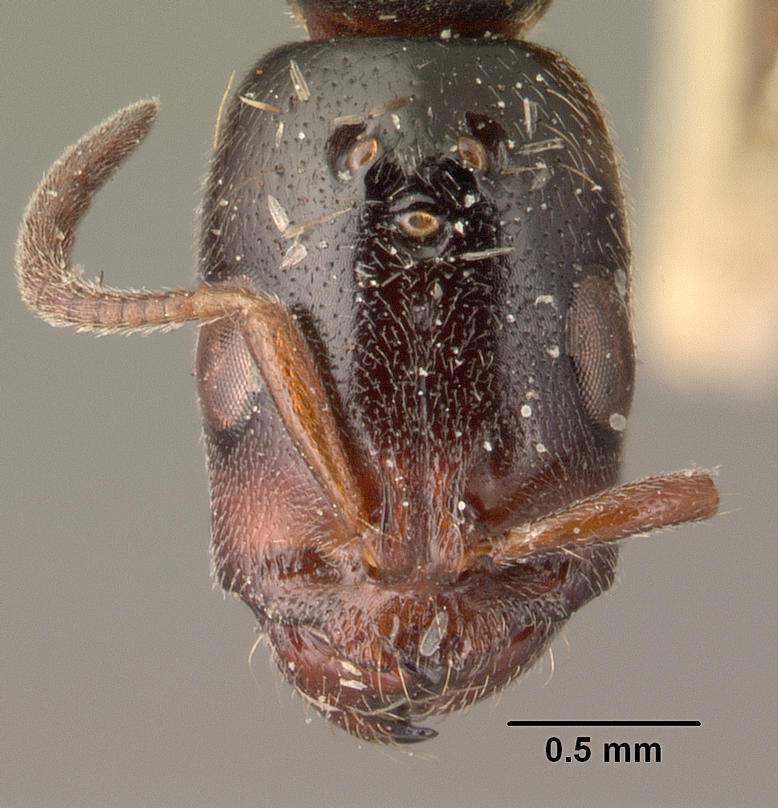
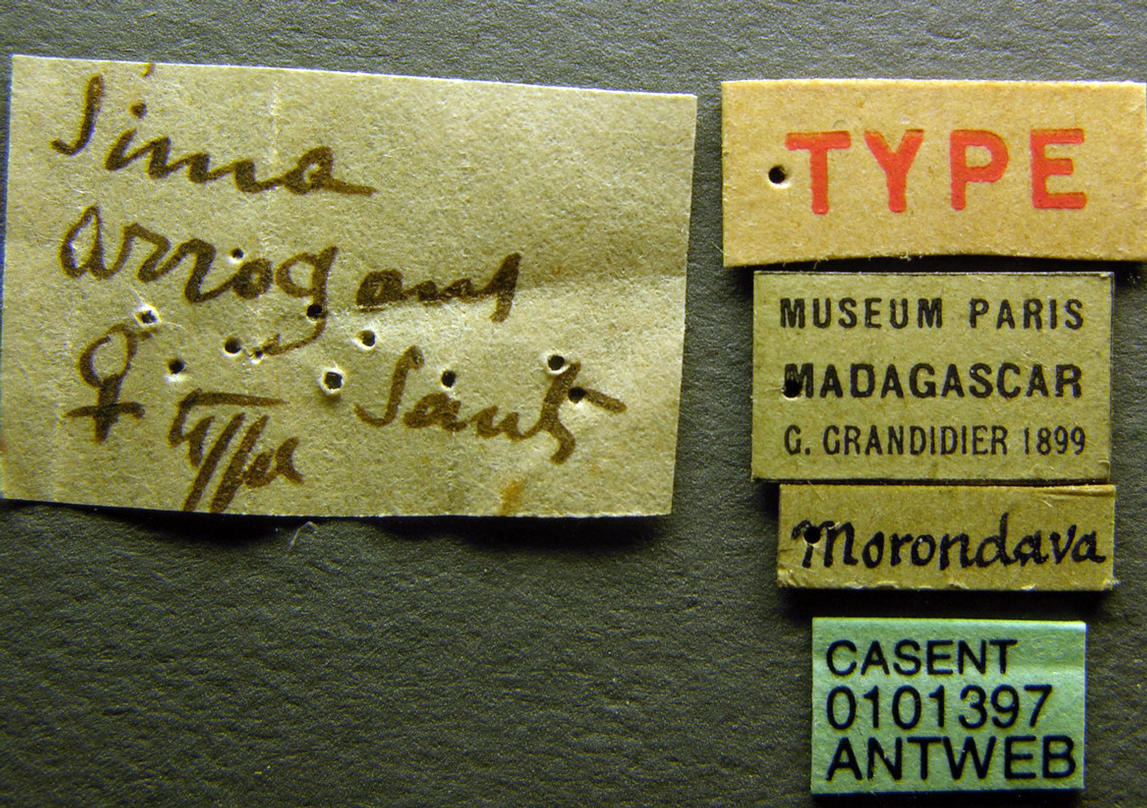
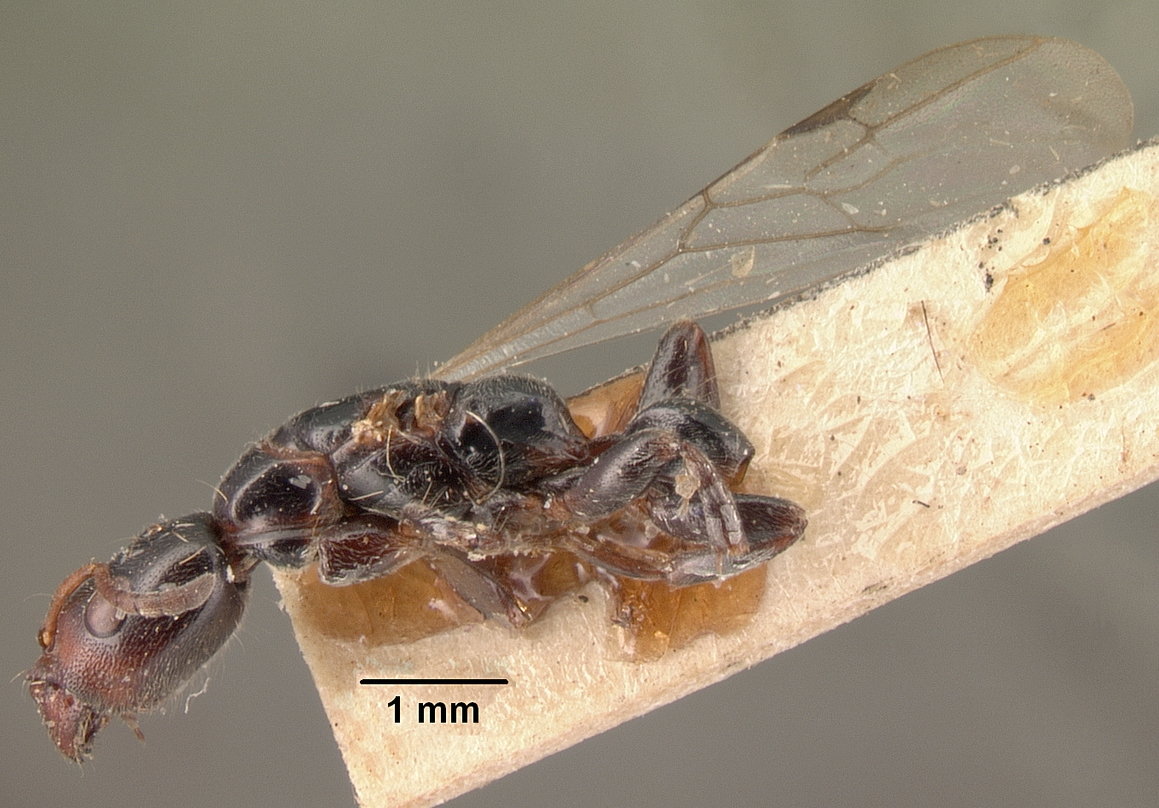
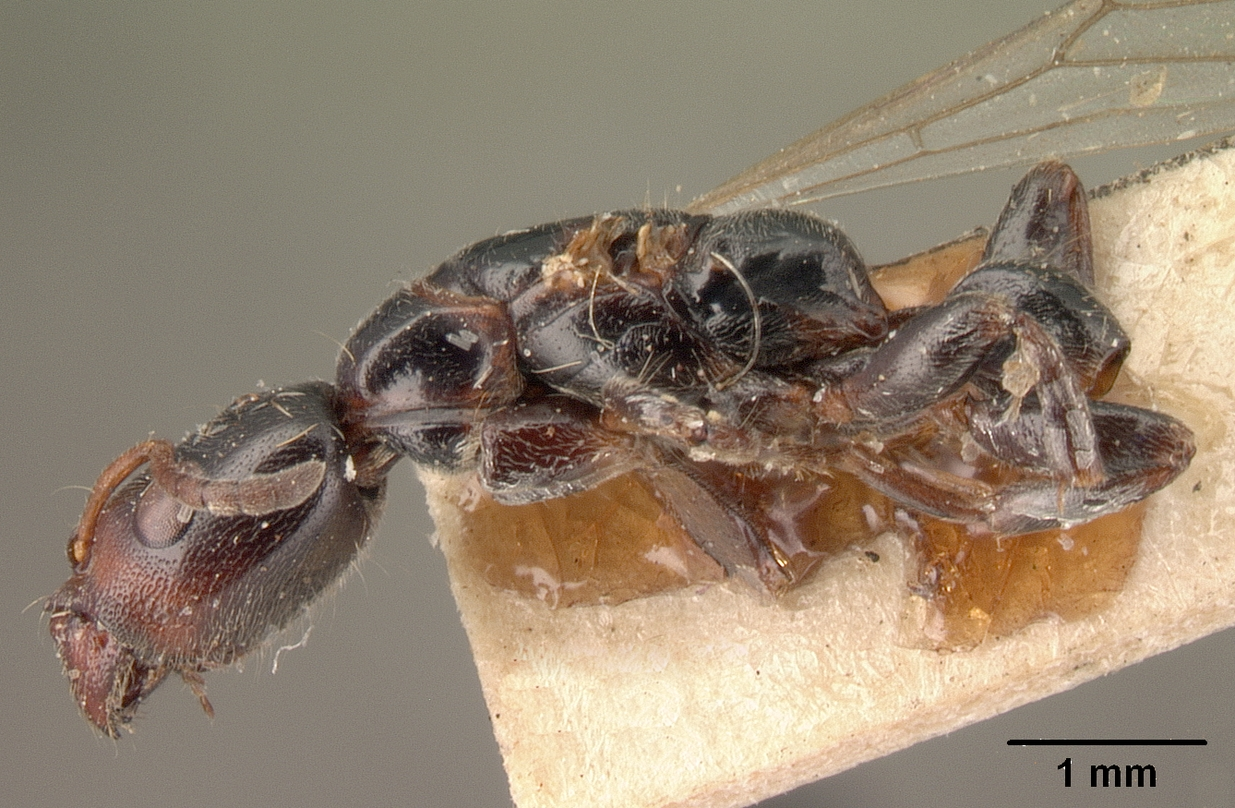
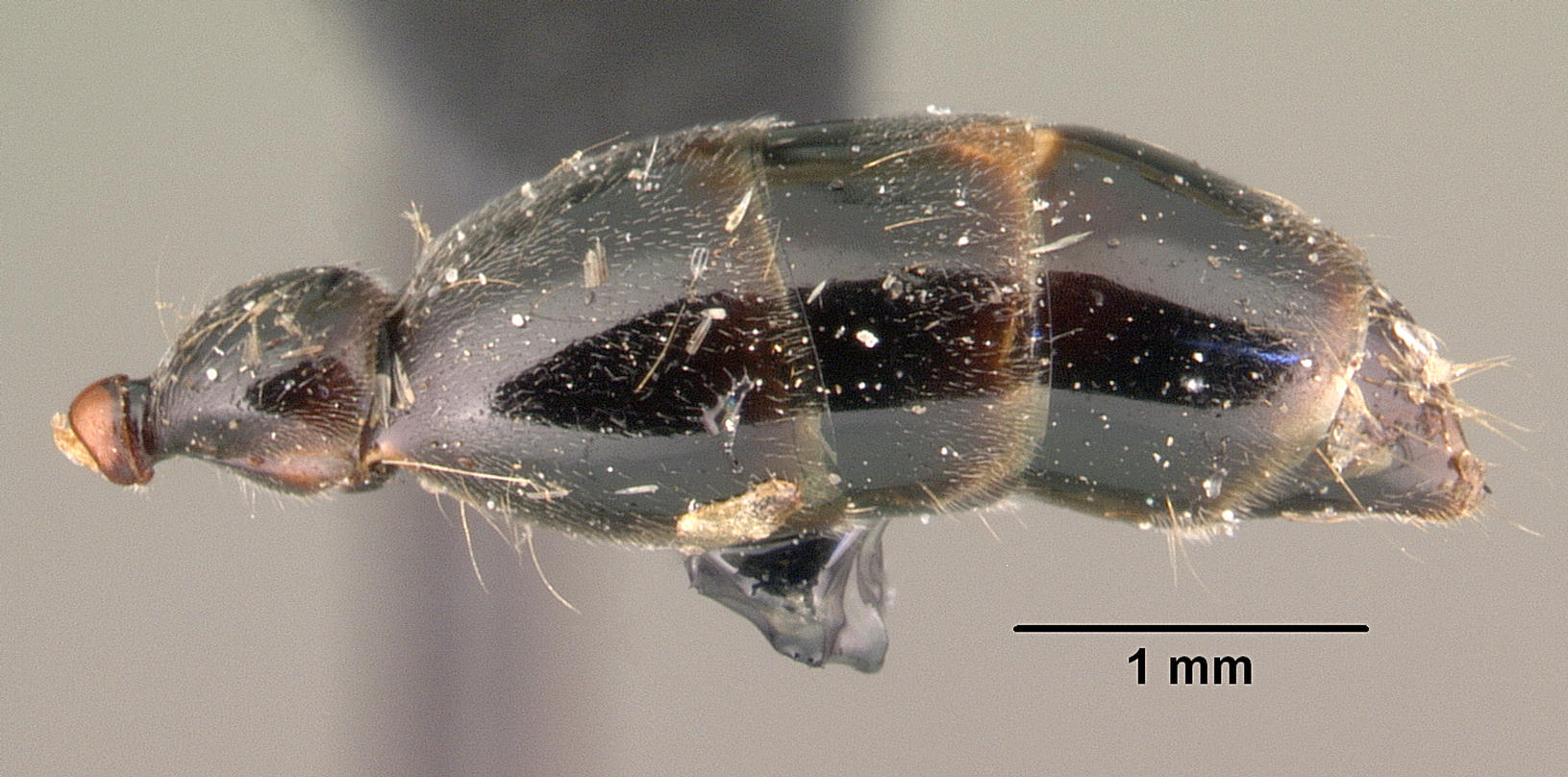